# 5-脱氢表甾醇
5-脱氢表甾醇（英語：5-Dehydroepisterol，化学式C28H44O）是油菜素類固醇等物质生物合成过程中的中间产物，由C-5甾醇去饱和酶催化表甾醇生成，再通过7-脱氢胆固醇还原酶转化为24-亚甲基胆固醇。
表甾醇和5-脱氢表甾醇在利什曼原蟲（Leishmania）中也有发现。